# Monument aux morts d'Argelès-Gazost
Le monument aux morts d'Argelès-Gazost (Hautes-Pyrénées, France) est consacré aux soldats de la commune morts lors des conflits du XXe siècle.

## Situation
Il est situé sur la place de la République en face de la mairie.

## Historique
La sculpture est réalisée par Martial Caumont
L'inauguration du monument a eu lieu le 8 octobre 1922
Le 4 août 1919 création d'un Comité pour l'étude d'un monument aux Morts pour la France, enfants d'Argelès-Gazost; désignation des membres de ce Comité et vote d'un crédit budgétaire de 300 francs.
Le 13 juillet 1922 le Conseil approuve le projet et autorise le Maire à signer le marché avec M. Caumont pour un montant de 13 000 francs, dépense réglée au moyen d’une souscription déjà recueillie.

## Description
Le monument se compose d'un obélisque sur socle sur lequel se dresse la statue qui représente un enfant écrivant sur le monument.
Le monument est entouré d'obus et sur les quatre côtés, d'une grille.

## Galerie

Sélection de vues du monument aux morts municipal.
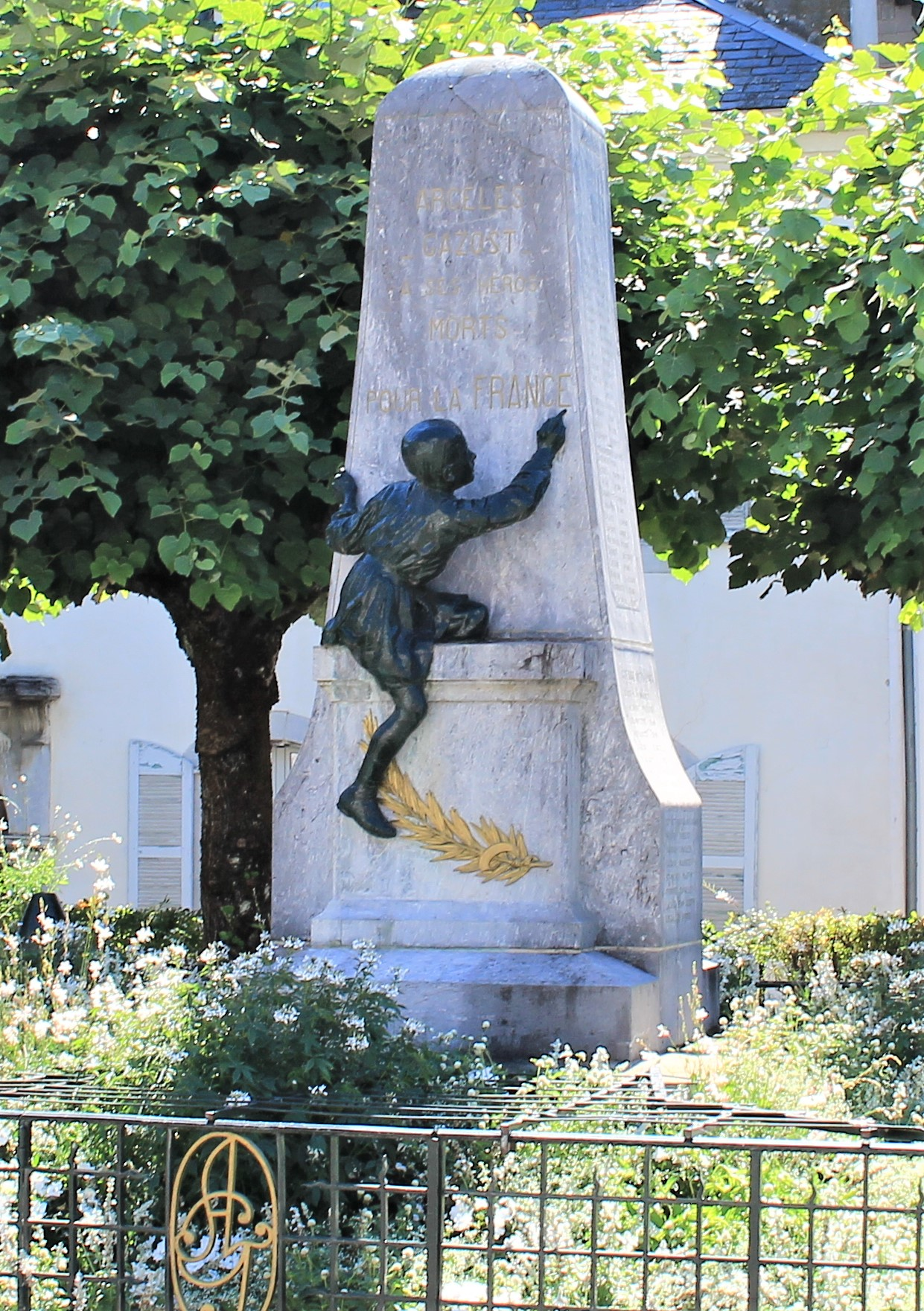
La statue.
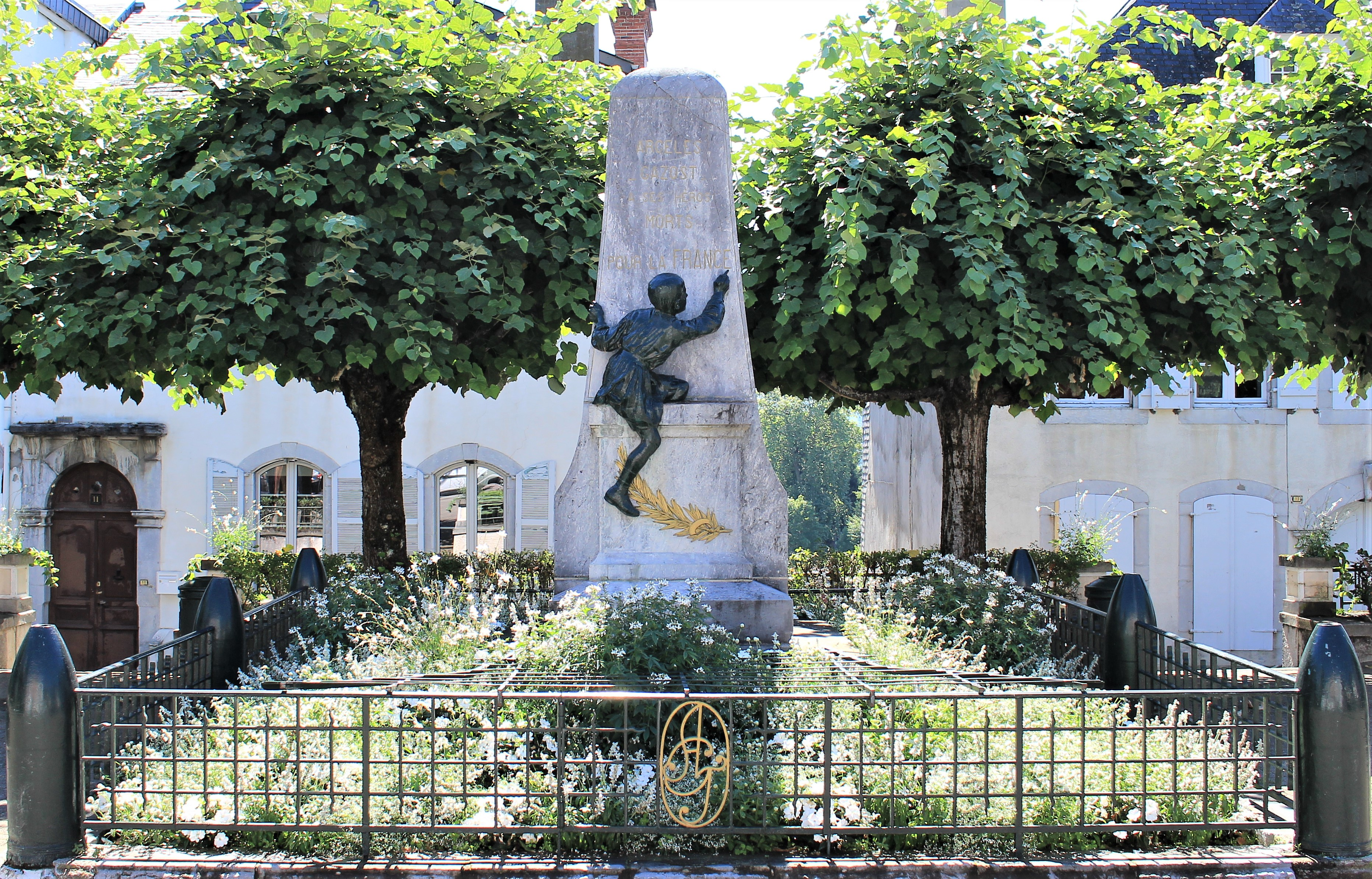
Le monument.
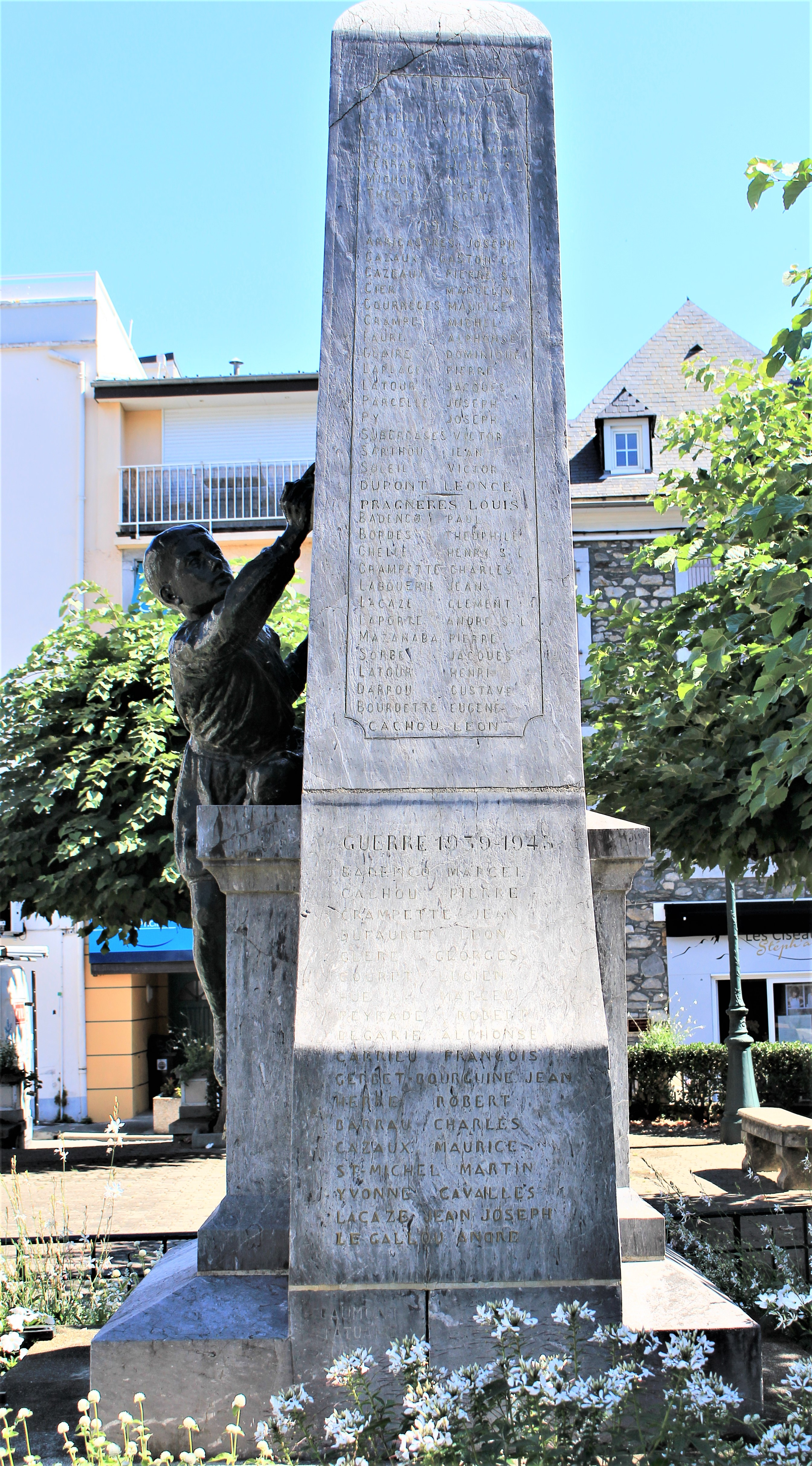